# Ivanjševci, Moravske Toplice
Ivanjševci (madžarsko Alsójánosfa) so naselje v Občini Moravske Toplice.